# 리벤지 (1990년 영화)
《리벤지》(영어: Revenge)는 미국, 멕시코에서 제작된 토니 스콧 감독의 1990년 로맨틱 스릴러 영화이다. 케빈 코스트너, 앤서니 퀸, 매들린 스토 등이 출연하였고, 헌트 라우리 등이 제작에 참여하였다.

## 출연진
- 케빈 코스트너
- 앤서니 퀸
- 매들린 스토
- 미겔 퍼레어
- 토마스 밀리안
- 제임스 개먼
- 존 레귀자모
- 조 샌토스
- 샐리 커클런드

## 기타 제작진
- 미술: 마이클 시모어, 벤저민 퍼낸데즈
- 의상: 오드 브론슨하워드